# Список депутатів Верховної Ради СРСР 12 скликання
 Персональний склад З'їзду народних депутатів СРСР в алфавітному порядку (Народні депутати СРСР) — Верховна Рада СРСР 12-го скликання обрана 1989 року, засідала з 1989 по 1991 роки.
З'їзд складався з 2250 депутатів, обраних на 5 років у такому складі:
- 750 депутатів від територіальних округів (з рівною кількістю виборців);
- 750 депутатів від національно-територіальних виборчих округів за нормами:
  - по 32 депутати від кожної союзної республіки,
  - по 11 депутатів від кожної автономної республіки (АРСР),
  - по 5 депутатів від кожної автономної області,
  - по одному депутату від кожного автономного округу;
- 750 депутатів від загальносоюзних громадських організацій за квотами, встановленими Законом «Про вибори народних депутатів СРСР»:
  - по 100 депутатів від КПРС, ВЦРПС та кооперативних організацій (колгоспів та споживкооперації),
  - по 75 депутатів від ВЛКСМ, жіночих рад, організацій ветеранів війни та праці, наукових товариств, творчих союзів,
  - 75 депутатів від інших громадських організацій, що мали загальносоюзні органи.

## А
- Ааре Юхан Йоханнесович
- Аасмяе Хардо Юлович
- Абакіров Емільбек
- Абалкін Леонід Іванович
- Абасов Курбан Абас Кулі огли
- Абасов Мітат Теймур огли
- Аббасов Ялаш Ісаг огли
- Аббасова Хураман Зейнал кизи
- Абдалова Муяссар Ваїсівна
- Абдикарімов Садулла
- Абдімуратова Шукір
- Абдулгусеєв Мукаїл
- Абдуллаєв Ілхам Азіз огли
- Абдулмажидова Патімат Разаківна
- Абдурахімов Абдурахман
- Абзіанідзе Гіві Сергійович
- Абіатарі Таліко Іванівна
- Абламейко Ігор Васильович
- Абоєв Олександр Сафарбекович
- Абрамович Марія Тихонівна
- Абрамян Деренік Ншанович
- Абрамян Хорен Бабкенович
- Абрашкіна Лідія Михайлівна
- Абуладзе Тенгіз Євгенович
- Абуталіпов Шаміль Абдулжанович
- Аваліані Теймураз Георгійович
- Авєрінцев Сергій Сергійович
- Авєркін Володимир Миколайович
- Авотінь Віктор Матісович
- Авторханов Супьян Евтербійович
- Агапова Ніна Іванівна
- Агрба Віолетта Зосимівна
- Агузарова Стелла Борисівна
- Адамович Олександр Михайлович
- Адвадзе Валеріан Сергійович
- Адилов Володимир Туйчійович
- Адлейба Борис Вікторович
- Адомайтіс Регімантас Вайтекович
- Азаров Віктор Якович
- Азаров Сергій Гнатович
- Азізбекова Пюста Азізага кизи
- Азізова Зенфіла Азіз кизи
- Айдак Аркадій Павлович
- Айдаміров Абузар Абдулхакимович
- Айпін Єремей Данилович
- Айтматов Чингіз Торекулович
- Айтхожина Нагіма Абенівна
- Акаєв Аскар Акайович
- Акбаров Юлдаш Таджийович
- Акебаєв Жангельди
- Акентьєв Анатолій Васильович
- Акименко Василь Савелійович
- Акмамедов Гельди Мамедмурадович
- Акмамедова Сапарсолтан Мухамедівна
- Акматалієва Урукан Калілівна
- Акматов Таштанбек
- Акрамов Ернст Хашимович
- Акрамова Тамара Мусоївна
- Аксьонов В’ячеслав Іванович
- Аксьонов Іван Михайлович
- Александрін Валерій Григорович
- Алексанкін Олександр Васильович
- Алексеєв Анатолій Олександрович
- Алексеєв Борис Григорович
- Алексеєв Олег Миколайович
- Алексеєв Сергій Сергійович
- Алексеєва Лідія Михайлівна
- Алексеєнко Михайло Григорович
- Алескерова Рухі Мурсал кизи
- Алибеков Асанбек
- Алієва Гюллю Байрам кизи
- Алілуєв Микола Іванович
- Алімбетов Іскендір Абдреймович
- Алімов Сайдулло
- Алімова Халімахан
- Алксніс Віктор Імантович
- Алламурадов Бурі Алламурадович
- Аллахвердієва Міная Курбан кизи
- Аллаяров Реджапбай Аллаярович
- Алмазов Володимир Андрійович
- Алфьоров Жорес Іванович
- Альошин Євген Павлович
- Амаглобелі Нодарі Сардіонович
- Аманбаєв Джумгалбек Бексултанович
- Амангельдінова Галина Олександрівна
- Аманов Акіф Мамі огли
- Аманов Бобомурод Аманович
- Аманов Тулкін
- Аманова Марал Базарівна
- Амбарцумян Віктор Амазаспович
- Амбарцумян Сергій Олександрович
- Арзараков Володимир Григорович
- Амонашвілі Шалва Олександрович
- Амосов Микола Михайлович
- Ананьєв Анатолій Андрійович
- Ангапов Семен Васильович
- Ангархаєв Ардан Лопсонович
- Андреєв Анатолій Євгенович
- Андреєв Христофор Григорович
- Андреєв Юрій Емануїлович
- Андреєва Ірен Олександрівна
- Андронаті Сергій Андрійович
- Анисимов Олександр Іванович
- Анисимова Галина Анатоліївна
- Аніщев Володимир Петрович
- Аннамухамедов Атаходжаменгліи
- Аннамухамедов Овезмухамед
- Антанавічюс Казімерас Антано
- Антанайтіс Вайдотас Віто
- Антіфеєв Анатолій Євгенович
- Ануфрієв Владислав Григорович
- Ануфрієв Геннадій Пантелійович
- Ануфрієва Лідія Олексіївна
- Апарін Іван Васильович
- Апостол Веніамін Гаврилович
- Арбатов Георгій Аркадійович
- Ардзінба Владислав Григорович
- Аристанбаєв Сагін Тілешович
- Аріпджанов Махмут Маріпович
- Арслонов Алієр Кумрійович
- Артеменко Геннадій Іванович
- Арувалд Андрес Едвальд-Едуардович
- Арутюнян Аветік Беніамінович
- Арутюнян Елмір Татулович
- Арутюнян Людмила Акопівна
- Арутюнян Мартин Карапетович
- Арутюнян Сурен Гургенович
- Архипов Петро Михайлович
- Архипова Ірина Костянтинівна
- Аршба Руслан Ардеванович
- Асанбаєв Єрік Магзумович
- Асанкулов Джумабек Асанкулович
- Аскаров Атакул
- Аскаров Юлдашбой Акбарович
- Астаф’єв Василь Михайлович
- Астаф’єв Віктор Петрович
- Астахова Мар’яна Мар’янівна
- Атаджанов Аліхан Рахматович
- Атаєв Сейітніяз
- Атдаєв Ходжамухамед
- Ауельбеков Єркін Нуржанович
- Аушев Руслан Султанович
- Афанасьєв Віктор Григорович
- Афанасьєв Георгій Миколайович
- Афанасьєв Юрій Миколайович
- Афанасьєва Людмила Володимирівна
- Афонін Веніамін Георгійович
- Ахмедов Октай Алі огли
- Ахмедов Рахматулло
- Ахметова Рушангуль Сунурівна
- Ахромеєв Сергій Федорович
- Ахунов Пулатжан Алімович
- Ачилов Алібой
- Аюбов Нажміддін
- Аяпбергенов Сагітжан

## Б
- Бабаєв Ісмаїл Аділь огли
- Бабанов Токтогул Бабанович
- Бабешко Володимир Андрійович
- Бабинін Генріх Володимирович
- Бабич Валентина Митрофанівна
- Бабченко Микола Іванович
- Бавула Валентина Степанівна
- Багіров Тофік Гусейн огли
- Багірова Сейран Кяміль кизи
- Бадалбаєва Патіма
- Бадамянц Валерій Георгійович
- Баджелідзе Ніно Усупівна
- Бажанов Микола Миколайович
- Базарова Роза Атамурадівна
- Байжанов Сабіт Муканович
- Байрамова Надія Никифорівна
- Байрамова Нарміна Аліман кизи
- Бакланов Віктор Васильович
- Бакланов Олег Дмитрович
- Бакрадзе Акакій Вікторович
- Бакулін Валентин Іванович
- Балаян Зорій Гайкович
- Баленко Олександра Георгіївна
- Балешев Микола Федорович
- Балтаєва Роза
- Балуєв Веніамін Георгійович
- Барабанов В’ячеслав Іванович
- Баравікас Гедемінас Вацлавович
- Баранникова (Осокіна) Ольга В’ячеславівна
- Баранов Олександр Іванович
- Баранов Олександр Юхимович
- Баранова Галина Тимофіївна
- Барановський Василь Васильович
- Барашков Юрій Анатолійович
- Барболова Каламкас Жакудаївна
- Баришников Іван Антонович
- Барсов Олексій Іванович
- Барушева Любов Василівна
- Баскова Валентина Олександрівна
- Батинська Людмила Іванівна
- Батишев Сергій Якович
- Батіашвілі Станіслав Андрійович
- Баторов Олег Борисович
- Батраченко Світлана Василівна
- Бачинський Дмитро Григорович
- Башев Микола Олексійович
- Баширова Лала Мір Гасан кизи
- Башмаков Євген Федорович
- Бегельдінов Талгат Якубекович
- Бєдуля Володимир Леонтійович
- Безбах Яків Якович
- Бейшекеєва Зайна
- Бекбосинов Нурлихан Утеуович
- Бекбулатова Гульчехра Іноятівна
- Бекішиєв Ахмад Джумангазійович
- Бекназаров Соїбназар
- Бергер Арнольд Володимирович
- Бердзенішвілі Мераб Ісидорович
- Березін Анатолій Іванович
- Берікашвілі Віссарион Георгійович
- Берко Михайло Дмитрович
- Берьозов Володимир Антонович
- Бех Микола Іванович
- Бехтерєва Наталія Петрівна
- Бєлєнков Юрій Микитович
- Бєліков Михайло Олександрович
- Бєліна Ганна Василівна
- Бєлов Василь Іванович
- Бєлоголов Олександр Костянтинович
- Бєлозерцев Сергій Володимирович
- Бєлоус Микола Петрович
- Бєляєв Віталій Сергійович
- Бєляєв Володимир Микитович
- Бєляєв Сергій Володимирович
- Бєляков Анатолій Михайлович
- Бєляков Олег Сергійович
- Бєлякова Галина Федорівна
- Биканов Прокіп Інокентійович
- Биков Василь Володимирович
- Биков Геннадій Васильович
- Биков Ролан Анатолійович
- Биковських Ніна Григорівна
- Бігунець Микола Васильович
- Біккенін Наїль Барійович
- Білюкович Євгенія Георгіївна
- Бімбаєв В’ячеслав Мацакович
- Бірюков Віталій Олександрович
- Біченов Роланд Романович
- Бічкаускас Егідіюс Вітаутович
- Бішер Ілмар Ольгертович
- Біюшкін Сергій Миколайович
- Блаєв Борис Хагуцирович
- Блажієвський Віктор Борисович
- Блізнов Леонід Євгенович
- Блінова Алевтина Олександрівна
- Блохін Юрій Віталійович
- Блумс Гунтіс Валдович
- Бобаджанов Мірзо
- Бобильова Євдокія Федорівна
- Бобрик Борис Федорович
- Бобрицький Микола Григорович
- Богданов Ігор Михайлович
- Богданов Радік Гаріфуллович
- Богомолов Олег Тимофійович
- Богомолов Юрій Олександрович
- Бозтаєв Кешрім Бозтайович
- Бойко Олексій Миколайович
- Бойков Сергій Володимирович
- Бокучава Нателла Терентіївна
- Болдирєв Іван Сергійович
- Болдирєв Юрій Юрійович
- Болдін Валерій Іванович
- Больбасов Володимир Сергійович
- Бондаренко Борис Вікторович
- Борисов Андрій Саввич
- Борисовський Володимир Захарович
- Борисюк Надія Петрівна
- Борковець Володимир Іванович
- Боровик Генріх Авіезерович
- Боровиков Георгій Георгійович
- Боровков В’ячеслав Олександрович
- Бородін Микола Васильович
- Бородін Олег Петрович
- Бородін Юрій Іванович
- Бородулін Анатолій Володимирович
- Босенко Микола Васильович
- Ботандаєв Йосип Никифорович
- Бочаров Михайло Олександрович
- Бочков Олег Олександрович
- Боярс Юрій Рудольфович
- Брагін Анатолій Степанович
- Брагіш Дмитро Петрович
- Бразаускас Альгірдас-Міколас Казе
- Братунь Ростислав Андрійович
- Браун Андрій Георгійович
- Бредікіс Юргіс Юозович
- Бресіс Вілніс-Едвінс Гедертович
- Бреурош Борис Сергійович
- Бритвін Микола Васильович
- Бровкін Валентин Михайлович
- Бродавський Аніцет Петрович
- Бронштейн Михайло Лазарович
- Брусс Айвар Павлович
- Брюханова Наталія Вікторівна
- Буачідзе Тенгіз Павлович
- Бубуруз Петро Дмитрович
- Булатов Володимир Кіндратович
- Бунич Павло Григорович
- Буравов Геннадій Володимирович
- Бураєв Іван Замбайович
- Бурачас Антанас Йонович
- Бурбуліс Геннадій Едуардович
- Бурдужан Валеріян Васильович
- Бурлацький Федір Михайлович
- Бурський Віктор Іванович
- Бурцев Михайло Петрович
- Бурих Юрій Євгенович
- Бушуєв Віталій Васильович
- Бязирова Валентина Тимофіївна
- Бякова Людмила Степанівна
- Баудінова Любов Абдухомедівна

## В
- Вавакін Леонід Васильович
- Вагін Михайло Григорович
- Вагріс Яніс Янович
- Вайшвіла Зігмас Зігмович
- Вакарчук Іван Олександрович
- Валеєва Зухра Сібгатівна
- Валентинов Леонід Федорович
- Валов Володимир Аркадійович
- Ванаг Яніс Янович
- Варданян Рафік Петросович
- Варе Велло Йосипович
- Варек Тоомас Карлович
- Варенников Валентин Іванович
- Варжин Євген Дмитрович
- Василенко Михайло Федорович
- Василець Олександр Миколайович
- Васильєв Борис Геннадійович
- Васильєв Борис Львович
- Васильєв Іван Васильович
- Васильєв Іван Панасович
- Васильєв Костянтин Сергійович
- Васильєв Олександр Григорович
- Васильєв Сергій Вікторович
- Васильєва Стелла Георгіївна
- Васильчук Микола Парфенович
- Васнецов Андрій Володимирович
- Васько Микола Петрович
- Вахідов Вахоб Вахідович
- Вахітов Фаріт Мансафович
- Вахромеєв Кирило Варфоломійович
- Вдовкін Микола Іванович
- Веденькіна Зінаїда Олексіївна
- Ведмідь Аліна Петрівна
- Везіров Абдул-Рахман Халіл огли
- Везірова Сара Мустафа кизи
- Вейсер Леджер Марович
- Веліконіс Вірмантас Пятрович
- Веліхов Євген Павлович
- Венгловська Ванда Сергіївна
- Венедиктов Дмитро Дмитрович
- Вепрев Аркадій Филимонович
- Вертебний Іван Андрійович
- Вершеденко Ганна Михайлівна
- Виучейський Олександр Іванович
- Відікер Володимир Іванович
- Вієру Григорій Павлович
- Візнюк Василь Петрович
- Вікторович Антон Олексійович
- Вілкас Едуардас Йоно
- Вілкова Марія Сергіївна
- Вілцанс Андріс Петрович
- Віндіжев Арсен Хасанбійович
- Вінник Анатолій Якович
- Вісакавічюс Марійонас Юозович
- Владиславлєев Олександр Павлович
- Влазнєва Марія Іванівна
- Власенко Анатолій Олександрович
- Власов Олександр Володимирович
- Власов Юрій Петрович
- Внєбрачний Іван Семенович
- Вобліков Володимир Олександрович
- Войстроченко Анатолій Хомич
- Волков Володимир Анатолійович
- Вологжин Валентин Михайлович
- Володін Борис Михайлович
- Володічев Віктор Васильович
- Володько Адольф Адольфович
- Волоха Петро Федосійович
- Волошин Анатолій Володимирович
- Волошкіна Людмила Федотівна
- Вольський Аркадій Іванович
- Вооглайд Юло Вахурович
- Воробйов Андрій Іванович
- Воробйов Едуард Аркадійович
- Воробйов Микола Миколайович
- Воробйова Анастасія Миколаївна
- Воронежцев Юрій Іванович
- Вороніна Любов Михайлівна
- Вороніна Раїса Григорівна
- Воронов Сергій Іванович
- Воронов Юрій Петрович
- Воронцов Микола Миколайович
- Воронцов Анатолій Євгенович
- Воронцов Сергій Олександрович
- Воротников Віталій Іванович
- Восканян Грант Мушегович
- Воскобойников Валерій Іванович
- Вострухов Олег Васильович
- Вуйчицький Анатолій Станіславович
- Вульфсон Маврік Германович
- Вялі Ардер Іванович
- Вяляс Вайно Йосипович
- В’яткіна Галина Іванівна

## Г
- Габітова Мавзіга Гаффанівна
- Габріелян Ваган Михайлович
- Габрусєв Сергій Артемович
- Гаврилов Андрій Петрович
- Гаглоєв Алан Сардіонович
- Гаджиєв Мазахір Нушираван огли
- Гаєр Євдокія Олександрівна
- Газенко Олег Георгійович
- Гайда Михайло Михайлович
- Гайдученя Сергій Миколайович
- Галоян Галуст Анушаванович
- Галстян Самвел Суренович
- Гамзатов Расул Гамзатович
- Гамкрелідзе Тамаз Валеріанович
- Гамс Едуард Сергійович
- Гапонов-Грехов Андрій Вікторович
- Гасанова Шамама Махмудалі кизи
- Гаускнехт Юрій Геннадійович
- Гашпер Михайло Олексійович
- Гвенетадзе Автанділ Давидович
- Гвоздєв Володимир Матвійович
- Гдлян Тельман Хоренович
- Геда Сігітас-Зігмас Зігмович
- Гежин Костянтин Георгійович
- Гейба Яніс Алоїзович
- Гельман Олександр Ісаакович
- Гензяліс Броніславас Костянтинович
- Генчев Анатолій Олександрович
- Герзанич Марія Василівна
- Герман (Гранін) Данило Олександрович
- Герман Наталія Федорівна
- Гермель Станіслав Володимирович
- Гібадуллін Марат Рашатович
- Гідаспов Борис Веніамінович
- Гідірім Георгій Петрович
- Гілалзаде Джангір Гаді огли
- Гіль Ярослав Якович
- Гінзбург Віталій Лазарович
- Гіренко Андрій Миколайович
- Гіро Володимир Анатолійович
- Гіясова Перзад Гамід кизи
- Главатських Михайло Володимирович
- Глазков Микола Семенович
- Глазунов Володимир Іванович
- Глазунов Іван Федорович
- Глазунов Олександр Миколайович
- Гнатюк Віктория В’ячеславівна
- Гніненко Юрій Іванович
- Говоров Володимир Леонідович
- Гогешвілі Алеко Рафаелович
- Гогуа Олексій Ночович
- Годжаєва Сафія Абдурахман кизи
- Голєв Анатолій Васильович
- Голик Юрій Володимирович
- Голов Іван Олексійович
- Головін Станіслав Павлович
- Головльов Євген Леонідович
- Головницький Лев Миколайович
- Головньов Василь Юхимович
- Голубєва Валентина Миколаївна
- Голубков Геннадій Миколайович
- Голушко Микола Михайлович
- Гольданський Віталій Йосипович
- Голяков Олександр Іванович
- Гонтар Валентина Олексіївна
- Гончар Олександр Миколайович
- Гончар Олександр Терентійович
- Гончарик Володимир Іванович
- Гончаров Віктор Васильович
- Горбатко Віктор Васильович
- Горбачов Михайло Сергійович
- Горбачов Олександр Григорович
- Горбенко Анатолій Павлович
- Горбунов Анатолій Валер’янович
- Горбунов Геннадій Миколайович
- Горбунов Юрій Герасимович
- Гордєєв Володимир Сергійович
- Гордєєв Іван Дементійович
- Гордєєва Валентина Іванівна
- Горелкіна Валентина Олександрівна
- Гореловський Іван Іванович
- Горинін Ігор Васильович
- Горінов Трохим Йосипович
- Горінчей Віталій Васильович
- Горлов Григорій Кирилович
- Горовий Микола Іванович
- Горожанінов Юрій Іванович
- Горохов Владислав Андрійович
- Горшков Леонід Олександрович
- Граховський Олександр Адамович
- Грачов Микола Петрович
- Грачова Галина Петрівна
- Гребнєва Тетяна Федорівна
- Греждієру Антон Гаврилович
- Грецов Сергій Миколайович
- Гриб Олександр Васильович
- Григор'єв Володимир Вікторович
- Григор'єв Фірс Григорович
- Григорян Арцвін Гайкович
- Григорян Вачаган Сантурович
- Григорян Ньютон Арушанович
- Гриценко Микола Миколайович
- Грищенко Петро Семенович
- Грищенков Григорій Захарович
- Грищук Валерій Павлович
- Гріновскіс Ервид Янович
- Грінцов Іван Григорович
- Гроздєв Степан Васильович
- Громов Борис Всеволодович
- Громов Борис Федорович
- Громов Віктор Іванович
- Гром'як Роман Теодорович
- Гросс Віктор Іванович
- Гроссу Семен Кузьмич
- Грудиніна Ганна Корнилівна
- Грудиніна Світлана Володимирівна
- Груздов Іван Павлович
- Грязін Ігор Миколайович
- Губарєв Віктор Андрійович
- Губін Віктор Олександрович
- Гугучія Джото Йосипович
- Гудайтіс Ромас Вітаутович
- Гуджабідзе Автанділ Валер’янович
- Гуділіна Валентина Григорівна
- Гудушаурі Отарі Наскідович
- Гукасов Ерік Христофорович
- Гуламов Расул
- Гулій Віталій Валентинович
- Гулова Зулайхо Сохібназарівна
- Гульченко Іван Михайлович
- Гуляєв Юрій Васильович
- Гумбарідзе Гіві Григорович
- Гуменна Зінаїда Леонідівна
- Гуммиєв Отуз
- Гундогдиєв Язгелді Потайович
- Гуренко Станіслав Іванович
- Гурульова Ніна Григорівна
- Гусєв Володимир Васильович
- Густов Віталій Володимирович
- Гуськова Лідія Михайлівна
- Гуцкалов Микола Іванович

## Д
- Дабіжа (Чобану) Микола Трохимович
- Давітуліані Валентин Володимирович
- Давлятов Сергій Ікромович
- Давранов Нарзі
- Давронов Ахтам
- Дадамян Борис Вартанович
- Дадов Хаміта Аубекірович
- Дамбаєв Дамбі Базарович
- Дамбіс Айвар Альбертович
- Дандзберг Андрій Карлович
- Даниленко Анатолій Степанович
- Данилов Валерій Миколайович
- Данилов Венер Михайлович
- Данилов Леонід Іванович
- Данилов Сергій Миколайович
- Данилова Любов Андріївна
- Данилюк Ігор Васильович
- Данилюк Микола Миколайович
- Дарсігов Муса Юсупович
- Дегаєва Амінат Магомедівна
- Дегтярьов Михайло Павлович
- Деденьова Ніна Миколаївна
- Дедюхін Леонід Степанович
- Демаков Микола Андрійович
- Дементей Микола Іванович
- Демидов Геннадій Ілліч
- Демидов Михайло Васильович
- Демидов Олександр Іларіонович
- Демурчієва Флора Муса кизи
- Демченко Федір Михайлович
- Демчук Ганна Дем’янівна
- Демчук Михайло Іванович
- Денисенко Анатолій Григорович
- Денисов Анатолій Олексійович
- Денисов Володимир Ілліч
- Денисов Микола Петрович
- Дерев'янко Борис Федорович
- Десятов Володимир Михайлович
- Джанасбаєв Ажибжан Токенович
- Джарімов Аслан Алійович
- Джафаров Вагіф Джафар огли
- Джимов Магамет Шумафович
- Джораєв Курбанбай
- Джумагулов Апас Джумагулович
- Джуматова Менслу Дуйсенбаївна
- Джугашвілі Євген Ваганович
- Джунайдов Ісмат
- Джусойти Нафі Григорович
- Дзасохов Олександр Сергійович
- Дзідзарія Вахтанг Валікойович
- Дигай Гліб Григорович
- Дикуль Валентин Іванович
- Дикусаров Володимир Григорович
- Дилевич Галина Петрівна
- Дільоков Худайберди
- Діхтяр Анатолій Дмитрович
- Дмитрієв Володимир Васильович
- Дмитрієв Микола Григорович
- Дмитрієв Олексій Олександрович
- Дмитрієва Валентина Дмитрівна
- Добровольська Таїсія Миколаївна
- Добровольський Олександр Ольгертович
- Добротолюбов Веніамін Михайлович
- Довлатян Фрунзік Вагінакович
- Дога Євген Дмитрович
- Долганов Олександр Васильович
- Дондуп Марій-оол Васильович
- Дончак Ярослав Антонович
- Донченко Юрій Анатолійович
- Дороніна Зінаїда Миколаївна
- Дорохов Іван Васильович
- Дружиніна Любов Миколаївна
- Друзь Петро Антонович
- Друніна Юлія Володимирівна
- Друце Іон Пантелійович
- Дубко Олександр Йосипович
- Дубников Валерій Данилович
- Дубовицький Геннадій Анисимович
- Дудко Тамара Миколаївна
- Думбраван Михайло Георгійович
- Думитраш Іван Павлович
- Дусматов Абдубако
- Дьомін Олександр Борисович
- Дьяков Іван Миколайович
- Дюсембаєв Вахіт
- Дюсов Леонід Леонович
- Дяденко Микола Сергійович
- Дяченко Олександр Миколайович

## Е
- Егнаташвілі Кетеван Гівіївна
- Езізов Атабай
- Ейзан Андрій Вілісович
- Емірідзе Гурам Хусейнович
- Енгвер Микола Миколайович
- Ергашев Бахромжон Махмудович
- Ергешов Абдіманап Ергешович
- Есамбаєв Махмуд Алісултанович
- Есіргапов Абдугаппар Джуробекович
- Ешпай Андрій Якович

## Є
- Євтух Володимир Гаврилович
- Євтушенко Євген Олександрович
- Євтушков Михайло Григорович
- Єгізекова Айсауле Наурзбаївна
- Єгоров Олег Михайлович
- Єгорова Ія Андріївна
- Єгоршин Віктор Володимирович
- Єжелєв Анатолій Степанович
- Єлагін Валерій Федорович
- Єлисєєв Євген Олександрович
- Єлисєєв Олексій Станіславович
- Єлістратов Євген Миколайович
- Єльцин Борис Миколайович
- Єльченко Юрій Никифорович
- Ємельяненков Олександр Федорович
- Ємельянов Олексій Михайлович
- Ємельянов Петро Омелянович
- Єнокян Гоарік Агабеківна
- Єншаков Енгельс Васильович
- Єралієв Жолдасбай
- Єралієв Тохтар Єралійович
- Єреліна Валентина Кузуківна
- Єремей Григорій Ісидорович
- Єрмаков Валентин Пилипович
- Єрмаков Микола Васильович
- Єрмілов Микола Кузьмич
- Єрмолаєв Геннадій Михайлович
- Єрохін Василь Олександрович
- Єрохін Володимир Лаврентійович
- Єрховець Ірина Яківна
- Єрьоменко Степан Федорович
- Єсейкін Микола Вікторович
- Єтилін Володимир Михайлович
- Єфімов Анатолій Степанович
- Єфімов Володимир Гордійович
- Єфімов Микола Васильович
- Єфімов Олександр Миколайович
- Єфремов Олег Миколайович
- Єфремов Олександр Григорович

## Ж
- Жакселеков Ермек
- Жанибеков Шангерей Жанибекович
- Жгерія Ірма Акакіївна
- Ждакаєв Іван Андрійович
- Жданов Олександр Георгійович
- Животов Олексій Олександрович
- Жигулін Анатолій Сергійович
- Жигунова Людмила Тазретівна
- Житков Олег Олексійович
- Жонкувватова Раїно Нормурадівна
- Жук Олександр Володимирович
- Жуков Олександр Олександрович
- Жукова Тетяна Петрівна
- Жуковська Людмила Леонівна
- Журабаєва Тожихон
- Журавльов Олександр Григорович

## З
- Забродін Іван Олександрович
- Завізіон Ольга Василівна
- Загайнов Євген Аркадійович
- Задирко Віктор Іванович
- Задоя Микола Кузьмич
- Зайков Лев Миколайович
- Зайналханов Далгат Гаджійович
- Закарян Валя Завенівна
- Закіс Юріс Родеріхович
- Залецкас Кястутіс Вацлавович
- Залигін Сергій Павлович
- Заліханов Михайло Чоккайович
- Заломай Володимир Олександрович
- Заманягра Михайло Федорович
- Заноха Олександр Іванович
- Зарінь Індуліс Августович
- Заславська Тетяна Іванівна
- Заславський Ілля Йосипович
- Захаєв Лечі
- Захаренко Олександр Антонович
- Захаров Андрій Андрійович
- Захаров Віктор Вікторович
- Захаров Володимир Андрійович
- Захаров Марко Анатолійович
- Захарова Галина Іванівна
- Захарченко Віра Федорівна
- Збиковський Іван Гнатович
- Зверєв Володимир Вікторович
- Звонов Сергій Миколайович
- Згерська (Ярошинська) Алла Олександрівна
- Зеленовський Анатолій Антонович
- Зелінський Ігор Петрович
- Земскова Олександра Володимирівна
- Зенько Михайло Федорович
- Зикова Любов Василівна
- Зіатдінов Назіп Зіатдінович
- Зоїдзе Нанулі Таріелівна
- Зокіров Мунавархон Закріяйович
- Золотарьова Людмила Олександрівна
- Золотков Андрій Олексійович
- Золотухін Володимир Петрович
- Зольников Федір Федорович
- Зоріна Віолетта Семенівна
- Зубанов Володимир Олександрович
- Зубков Володимир Миколайович
- Зубов Ілля Іванович
- Зубов Юрій Іванович
- Зуйков Володимир Парменович
- Зумакулова Танзіля Мутсафаївна
- Зухбая Отар Георгійович

## І
- Ібрагімбеков Рустам Мамед Ібрагім огли
- Ібрагімов Гусейн Рустам огли
- Ібрагімов Мірза Аждар огли
- Ібрагімов Мірзаолім Ібрагімович
- Ібраєва Кульжарія
- Ібраїмова Раїса Белеківна
- Іваненко Микола Ілліч
- Іванов Валентин Борисович
- Іванов Віктор Васильович
- Іванов Віктор Васильович
- Іванов Віталій Павлович
- Іванов В’ячеслав Васильович
- Іванов В’ячеслав Всеволодович
- Іванов Климент Єгорович
- Іванов Микола Веніамінович
- Іванс Дайніс Евалдович
- Івашко Володимир Антонович
- Івченко Іван Михайлович
- Ігітян Генріх Суренович
- Ігнатов Степан Володимирович
- Ігнатович Микола Іванович
- Ігнатьєв Інокентій Гаврилович
- Ігрунов Микола Стефанович
- Ігумнов Олег Олександрович
- Ізвєков Сергій Михайлович
- Ізмоденов Андрій Костянтинович
- Ікаєв Георгій Джамбулатович
- Ікрамов Анвар Саліхович
- Ікрамова Мухаббат
- Ілаков Олександр Васильович
- Іламанов Дурдимухаммед
- Ілізаров Гаврило Абрамович
- Ільїн Віктор Михайлович
- Ільїн Олексій Миколайович
- Інкенс Едвінс Едмундович
- Іночкін Анатолій Михайлович
- Іовлєв Дмитро Михайлович
- Іргашев Акрам Курбанович
- Ісаєв Гейдар Іса огли
- Ісаєв Юрій Олексійович
- Ісаєва Антоніна Іванівна
- Ісакадзе Ліана Олександрівна
- Ісаков Бектур Садикович
- Ісаков Ісманалі Ісмаїлович
- Іскаков Кубаничбек Дуйшенбекович
- Іскакова Баян Сеїлханівна
- Іскалієв Нажамеден
- Іскандаров Іном Назарович
- Іскандер Фазіль Абдулович
- Ісмаїлов Тофік Кязім огли
- Ісхакі Юсуф Баширханович
- Ішанов Хекім
- Ішин Олександр Якович

## Й
- Йожиков-Бабаханов Євген Георгійович
- Йорга Любов Іванівна
- Йоцас Алоїзас Повілович

## К
- Кабаков Віктор Степанович
- Кабанов Євген Миколайович
- Кабасін Геннадій Сергійович
- Кавун Василь Михайлович
- Каданніков Володимир Васильович
- Кадиров Гайрат Хамідуллайович
- Казаков Василь Іванович
- Казакова Турсун Джумобоївна
- Казамаров Олександр Олександрович
- Казанник Олексій Іванович
- Казарєзов Володимир Васильович
- Казарін Олексій Олександрович
- Казаченко Петро Петрович
- Казнін Юрій Федорович
- Казьмін Геннадій Петрович
- Каїпбергенов Тулепберген Каїпбергенович
- Каїра Микола Іванович
- Какаджиков Чари
- Какарас Гунарас-Імантас Альфредович
- Каландаров Абдухакім Очілович
- Каландаров Багібек
- Калачик Володимир Михайлович
- Калачов Леонід Михайлович
- Калашников Володимир Ілліч
- Калашников Володимир Якович
- Калашников Сергій Федорович
- Калиш Віталій Миколайович
- Калімулліна Раїса Масобехівна
- Калін Іван Петрович
- Калінін Микола Васильович
- Калініченко Олександр Іванович
- Калінченко Володимир Михайлович
- Каллас Сійм Удович
- Калмиков Олексій Миколайович
- Калмиков Юрій Хамзатович
- Калниньш Арнис Антонович
- Калугін Олег Данилович
- Калягін Сергій Борисович
- Каменщикова Галина Миколаївна
- Канаровська Ганна Матвіївна
- Канглієв Андрій Ях’яйович
- Кандауров Сергій Миколайович
- Канібалоцький Віктор Іванович
- Канін Василь Іванович
- Каноатов Муміншо
- Канович Яків Семенович
- Канчавелі Шорена Шалвівна
- Канчукоєва Рімма Хамідівна
- Капіца Михайло Степанович
- Капліна Людмила Олександрівна
- Капто Олександр Семенович
- Капустін Анатолій Володимирович
- Кара-Сал Дамдин Базийович
- Караганов Сергій Васильович
- Караманов Узакбай
- Карасьов Валентин Іванович
- Караулов Олександр Олегович
- Карепін Володимир Євгенович
- Карієва Бернара Рахімівна
- Карімбердиєва Насіба Салімівна
- Карімов Джамшед Хілолович
- Карімов Іслам Абдуганійович
- Карімов Хуршед Хілолович
- Карлов Микола Васильович
- Кармановський Віктор Євгенович
- Карпенко Валентин Пилипович
- Карпенко Марія Йосипівна
- Карпенко Микола Іванович
- Карпенко Світлана Юріївна
- Карпов Анатолій Євгенович
- Карпов Володимир Васильович
- Карпочов Володимир Андрійович
- Карташов Лев Петрович
- Карягін Володимир Якович
- Карякін Юрій Федорович
- Касімова Ділбар Мірзаївна
- Касьян Володимир Васильович
- Касьян Микола Андрійович
- Касьянов Анатолій Васильович
- Касьянов Анатолій Федорович
- Катаєв Абдужабор
- Катилевський Сергій Михайлович
- Католиков Олександр Олександрович
- Каторгін Борис Іванович
- Катринич Василь Антонович
- Каулс Альберт Ернстович
- Кафарова Ельміра Мікаїл кизи
- Кахіров Курбанмагомед Зульфікарович
- Кахн Юрій Харрійович
- Качаловський Євген Вікторович
- Кашаускас Стасіс Феліксович
- Кашников Микола Ілліч
- Кашперко Володимир Костянтинович
- Каюмова Тожинор Ісаханівна
- Кварацхеліа Гуча Шалвівна
- Кебіч В'ячеслав Францович
- Кезберс Івар Янович
- Кемова Тамара Миколаївна
- Кенесбаєва Казіза Кужанівна
- Керімбеков Тельдібек Абдійович
- Керімов Джангір Алі Аббас огли
- Киргизбаєва Тухтахон Базарівна
- Кириленко Микола Олександрович
- Кириллов Володимир Іванович
- Кисельов Віктор Миколайович
- Кисельов Геннадій Миколайович
- Кисельов Олександр Олександрович
- Кисельова Валентина Адамівна
- Кисліцин В’ячеслав Олександрович
- Кійск Кальє Карлович
- Кікнадзе Шалва Давидович
- Кім Єн Ун
- Кімкетов Псабіда Давлетович
- Кіракосян Арменак Баласанович
- Кіріяк Неля Павлівна
- Кісін Віктор Іванович
- Кістанов Олексій Тимофійович
- Кіямов Нургазіз Вагізович
- Клауцен Арнольд Петрович
- Клепиков Михайло Іванович
- Клепиков Олександр Федорович
- Клепиков Юрій Миколайович
- Климентова Лідія Олексіївна
- Климов Михайло Валерьевич
- Климова Галина Миколаївна
- Климук Петро Ілліч
- Клібік Валентина Сергіївна
- Клікунене Ванда Стяпонівна
- Кліщук Петро Мартинович
- Клоков Всеволод Іванович
- Клочков Іван Фролович
- Клумбіс Егідіюс Ляонович
- Клушин Олег Геннадійович
- Кльоцков Леонід Герасимович
- Клюкін Віктор Валентинович
- Князєв Микола Трифонович
- Князєв Юрій Іванович
- Кобалія Лариса Нодаріївна
- Коберідзе Вардішелі Георгійович
- Кобзон Йосип Давидович
- Ковалевський Євген Михайлович
- Ковальов Володимир Григорович
- Ковальов Володимир Миколайович
- Ковальов Михайло Васильович
- Коган Євген Володимирович
- Кодиров Баракатуло Камарович
- Кожауов Жанбирбай
- Кожахметов Ібраїмжан
- Кожедуб Іван Микитович
- Козачко Анатолій Васильович
- Козик Олександр Михайлович
- Козін Едуард Геннадійович
- Козирєв Микола Кузьмич
- Козлов Вальтер Вікторович
- Козлов Олексій Олександрович
- Кокарєв Михайло Андрійович
- Колбешкін Олексій Юхимович
- Колбін Геннадій Васильович
- Колесник Анатолій Іванович
- Колесник Микола Дмитрович
- Колесников Володимир Іванович
- Колесников Сергій Іванович
- Колініченко Олексій Миколайович
- Колодезников Олександр Семенович
- Коломієць Юрій Панасович
- Колотов Василь Ілліч
- Колпакова Нюра Захарівна
- Кольцов Юрій Арсенійович
- Кольчукова Ніна Михайлівна
- Комаров Георгій Олексійович
- Комаров Юрій Трохимович
- Кондратенко Микола Гнатович
- Кондратьєв Олексій Іванович
- Конєв Сергій Іванович
- Коновалов Володимир Петрович
- Коновалов Олександр Іванович
- Кононенко Леонід Олексійович
- Конопльов Геннадій Павлович
- Концелідзе Марина Різаївна
- Коньков Павло Іванович
- Копилова Олександра Василівна
- Кописов Микола Михайлович
- Корбутов Іван Іванович
- Кордіяк Євген Костянтинович
- Коренєв Олександр Анатолійович
- Корнєва Світлана Іванівна
- Корнєєнко Віктор Миколайович
- Корнієнко Анатолій Іванович
- Коробкін Володимир Володимирович
- Коробцев Віктор Павлович
- Коровяцький Володимир Васильович
- Коромислов Георгій Федорович
- Коростельов Олександр Федорович
- Коротич Віталій Олексійович
- Короткін Володимир Іванович
- Коршунов Анатолій Іванович
- Коршунов Олександр Олександрович
- Корюгін Микола Миколайович
- Косарчук Валерій Петрович
- Косигін Володимир Володимирович
- Костенецька Марина Григорівна
- Костенко Анатолій Іванович
- Костенко Віктор Іванович
- Костенюк Олександр Григорович
- Костишин Микола Анатолійович
- Котик Василь Дмитрович
- Котловцев Микола Никифорович
- Котляков Володимир Михайлович
- Котов Юрій Степанович
- Кочетов Костянтин Олексійович
- Кочмурадов Гарягди Ягмурович
- Кошлаков Георгій Вадимович
- Кравець Володимир Олексійович
- Кравцов Микола Іванович
- Кравченко Галина Іванівна
- Кравченко Костянтин Федорович
- Кравченко Леонід Петрович
- Кравченко Наліна Василівна
- Крайко Олександр Миколайович
- Красильников Юрій Георгійович
- Краснова Людмила Михайлівна
- Краснокутський Борис Іванович
- Крафт Юрій Андреасович
- Крештак Валерій Іванович
- Кривенко Віктор Михайлович
- Кривов Геннадій Іванович
- Криворотов Володимир Іванович
- Криворучко Катерина Василівна
- Крижановський Дмитро Павлович
- Крижков Борис Васильович
- Крикунова Ольга Іванівна
- Крилова Зоя Петрівна
- Кришевич Валерій Павлович
- Кришкін Анатолій Макарович
- Кротков Іван Максимович
- Круглов Альберт Тимофійович
- Крумінь Віктор Михайлович
- Крутов Олександр Миколайович
- Кручина Микола Юхимович
- Крюченкова Надія Олександрівна
- Крючков Віталій Іванович
- Крючков Георгій Корнійович
- Кубдашева Куляш
- Кубілюс Йонас Пятрович
- Кублашвілі Вахтанг Володимирович
- Кугультінов Давид Микитович
- Кудараускас Сігітас Йозо
- Кудрін Леонід Сергійович
- Кудрявцев Володимир Миколайович
- Кудрявцев Олександр Петрович
- Кузнецов Валерій Павлович
- Кузнецов Лев Олександрович
- Кузовлєв Анатолій Тихонович
- Кузубов Володимир Федорович
- Кузьмін Олександр Миколайович
- Кузьмін Петро Гнатович
- Кузьмін Федір Михайлович
- Кукайн Рита Олександрівна
- Кукушкін Микола Тимофійович
- Кулагін Володимир Костянтинович
- Кулакова Рауза Гафурівна
- Кулдишев Мамідалі Сагімбекович
- Кулєшов Олексій Антонович
- Кулібаєв Аскар Алтинбекович
- Кулієв Аділь Гусейнович
- Кулієв Султан Оюсович
- Кулик Геннадій Васильович
- Куликов Віктор Георгійович
- Куликов Євген Андрійович
- Куликов Федір Михайлович
- Куликов Яків Павлович
- Кульматов Ренат Сатарович
- Купін Олексій Данилович
- Купляускене Юрате Йоно
- Купцов Валентин Олександрович
- Курашвілі Зейнаб Гівіївна
- Курбанов Сухроб Усманович
- Курбанов Хайрулло
- Курбанова Амангозель
- Курдюмов Геннадій Леонідович
- Куриленко Віктор Трифонович
- Курочка Григорій Михайлович
- Курташин Володимир Єгорович
- Кустарьов Микола Петрович
- Куташов Микола Анатолійович
- Кутепов Євген Олександрович
- Кутузов Петро Петрович
- Кухар Іван Іванович
- Куценко Микола Антонович
- Кучарова Мукаддас
- Кученко Олександр Петрович
- Кучер Валерій Миколайович
- Кучеренко Віктор Григорович
- Кучерський Микола Іванович
- Кучинскас Ляонас-Антанас Антанович
- Кушнеренко Михайло Михайлович
- Кущенко Євдокія Петрівна
- Кябін Тійт Рейнхольдович
- Кязімова Зурійя Гусейн кизи

## Л
- Лаак Тину Хугович
- Лабунов Володимир Архипович
- Лавренишина Валентина Олександрівна
- Лаврентьєв Олександр Петрович
- Лавринович Михайло Федорович
- Лавров Кирило Юрійович
- Лавров Сергій Борисович
- Лавьоров Микола Павлович
- Лазарєв Валентин Миколайович
- Лазаренко Віктор Миколайович
- Лакман Теодор Якович
- Ландсбергіс Вітаутас Вітаутович
- Лапигін Володимир Лаврентійович
- Лапкін Віктор Олексійович
- Лаптєв Іван Дмитрович
- Лапшов Борис Михайлович
- Ларіонов Володимир Петрович
- Ласута Олена Петрівна
- Лаурінкус Мечіс Мечіо
- Лаурістін Марью Йоханнесівна
- Лаурушас Вітаутас Антанович
- Лауціс Улдіс Вольфгангович
- Лащин Петро Костянтинович
- Лащонов Семен Якович
- Лаюс Альвідас-Юозас Пятрович
- Лебедєв Олександр Тимофійович
- Левакін В’ячеслав Олексійович
- Левашев Олексій Володимирович
- Левикін Юрій Олексійович
- Левіцкас Вітаутас Юозович
- Леженко Григорій Пилипович
- Лежнєв Михайло Олександрович
- Лексін Микола Сергійович
- Лемешева Наталія Василівна
- Леончев Володимир Олександрович
- Лесюк Ярослав Степанович
- Лєскін Дем’ян Тимофійович
- Лєсніченко Валентин Єгорович
- Лизичев Олексій Дмитрович
- Лизо Іван Степанович
- Липський Станіслав Ілліч
- Лисицький Віктор Іванович
- Лисичкін Геннадій Степанович
- Литвинов Валерій В’ячеславович
- Литвинов Іван Олександрович
- Литвинцев Юрій Іванович
- Литвинцева Галина Миколаївна
- Лігачов Єгор Кузьмич
- Ліппмаа Ендель Теодорович
- Лісничий Дмитро Васильович
- Лісов Микола Іванович
- Ліханов Альберт Анатолійович
- Ліхачов Дмитро Сергійович
- Ліцкевич Марія Миколаївна
- Лобов Володимир Миколайович
- Лобов Олег Іванович
- Логейко Андрій Володимирович
- Логунов Валентин Андрійович
- Локотунін Валерій Іванович
- Лопатін Володимир Миколайович
- Лочмеліс Адольф Адамович
- Лубенченко Костянтин Дмитрович
- Лукін Володимир Петрович
- Луккоєв Юрій Прохорович
- Лук’яненко Ольга Федотівна
- Лук’янов Анатолій Іванович
- Лук’янов Анатолій Сергійович
- Луньов Віктор Андрійович
- Луньков Дмитро Олексійович
- Луцанс Яніс Петрович
- Луцик Іван Олександрович
- Лученок Ігор Михайлович
- Лучинський Петро Кирилович
- Лушев Петро Георгійович
- Лушников Володимир Петрович
- Лущиков Сергій Геннадійович

## М
- Магомадов Леча Добачевич
- Магомедов Гаджимурад Магомедович
- Магомедов Сапіюла Алійович
- Маде Тійт
- Мадіярова Калжан
- Мазуров Кирило Трохимович
- Майборода Віктор Олексійович
- Макашов Альберт Михайлович
- Максимов Валерій Миколайович
- Максимов Юрій Павлович
- Малікова Лілія Авхадіївна
- Малмигін Олександр Олександрович
- Малофеєв Анатолій Олександрович
- Малькова Євгенія Кирилівна
- Мальковська Віра Михайлівна
- Мальцев Євген Дем’янович
- Мальцев Інокентій Іванович
- Малюта Олег Лаврентійович
- Мамарасулов Саліджан
- Мамбетов Азербайжан Мадійович
- Мамедов Анвер Муса огли
- Мамедов Велі Гусейн огли
- Мамедов Етібар Паша огли
- Мамедов Муслум Раджаб огли
- Мамедов Рафік Джаббар огли
- Мамедов Сулейман Фархад огли
- Мамедов Фірідун Арих огли
- Мамонов Анатолій Григорович
- Манаєнков Юрій Олексійович
- Манонов Хасан
- Мансуров Рафіс Хамзійович
- Манько Микола Михайлович
- Манякін Сергій Йосипович
- Маргарян Санам Мушегівна
- Маргвелашвілі Пармен Йорамович
- Маресьєв Олексій Петрович
- Маринічев Юрій Михайлович
- Маркарьянц Володимир Суренович
- Маркевич Анатолій Лаврентійович
- Маркін Микола Олексійович
- Марков Олег Іванович
- Мармілов Анатолій Микитович
- Мартинов Федір Миколайович
- Мартінайтіс Марцеліюс-Теодорас Ізидорович
- Мартіросян Вілен Арутюнович
- Марцінкявічюс Юстинас
- Марченко Георгій Олександрович
- Марчук Гурій Іванович
- Масалієв Абсамат Масалійович
- Масельський Олександр Степанович
- Маслакова Ганна Полікарпівна
- Маслій Марія Дмитрівна
- Маслін Володимир Петрович
- Масол Віталій Андрійович
- Масько Галина Гнатівна
- Матвєєв Євген Іванович
- Матвєєв Юрій Геннадійович
- Матвієвський Іван Стефанович
- Матвієнко Валентина Іванівна
- Матвійчук Сергій Іванович
- Матеушук Зінаїда Кіндратівна
- Матійко Лідія Тимофіївна
- Матковський Дмитро Леонтійович
- Матюха В’ячеслав Миколайович
- Матюхін Леонід Іванович
- Маханов Турганбай
- Махарашвілі Беглар Дмитрович
- Махкамов Кахар
- Махмудов Убайділло Нурмахмадович
- Мачаваріані Мухран Іванович
- Машбашев Ісхак Шумафович
- Мгалоблішвілі Нодар Михайлович
- Мгеладзе Гурам Давидович
- Медведєв Вадим Андрійович
- Медведєв Микола Миколайович
- Медведєв Рой Олександрович
- Медведєв Святослав Олександрович
- Медведєв Сергій Олександрович
- Медеубеков Кійлибай Усенович
- Медіков Віктор Якович
- Межелайтіс Едуардас Беньямінович
- Мезенцев Олександр Мойсейович
- Мелеєв Кака
- Мелехін Сергій Тихонович
- Мелієв Абдурашид
- Меліков Аріиф Джахангір огли
- Мельник Костянтин Олексійович
- Мельников Василь Павлович
- Мельников Володимир Іванович
- Мельников Олександр Іванович
- Мельников Олександр Ілліч
- Меманішвілі Омар Олександрович
- Мендибаєв Марат Самійович
- Ментешашвілі Тенгіз Миколайович
- Меньшатов Олексій Дмитрович
- Меньшиков Вадим Володимирович
- Мергенов Єркін Тлекович
- Меркулов Іван Андрійович
- Метонідзе Гурам Арчилович
- Мехеда Михайло Ілліч
- Мещеряков Юрій Олексійович
- Мєсяц Валентин Карпович
- Мєшалкін Євген Миколайович
- Милосердний Анатолій Кирилович
- Мильников Андрій Андрійович
- Мильников Володимир Васильович
- Мироненко Віктор Іванович
- Миронов Микола Сергійович
- Миронова Дагмара Сергіївна
- Миронова Світлана Леонідівна
- Мисниченко Владислав Петрович
- Михайлов Владлен Михайлович
- Михайлова Лідія Іванівна
- Михедов Федір Федорович
- Михеєв Михайло Олексійович
- Міківер Мікк Арнольдович
- Мілітенко Світлана Олександрівна
- Мілкін Анатолій Васильович
- Мілютін Олександр Степанович
- Мінаєв Валентин Федорович
- Мінасбекян Михайло Сергійович
- Мінжуренко Олександр Васильович
- Мінін Віктор Михайлович
- Міннуллін Туфан Абдуллович
- Міралієва Ельміра Мірзоївна
- Міргазямов Марат Парісович
- Мірзабеков Абдуразак Марданович
- Мірзоєв Рамазон Заріфович
- Мірзоян Едвард Михайлович
- Мірзоян Меланія Андраніківна
- Міркадіров Мірсалі
- Міркасимов Мірахат Мірхаджийович
- Мірошин Борис Володимирович
- Мірошник Віктор Михайлович
- Міррахімов Мірсаїд Мірхамідович
- Мірхаліков Темурбай
- Місріханов Керімхан Замрудінович
- Місуна Іван Іванович
- Міталене Она Антанівна
- Мітін Борис Сергійович
- Мітін Віктор Степанович
- Міцкіс Альгіс Матович
- Мішук Станіслав Михайлович
- Мкртумян Грагат Тігранович
- Мкртчян Місак Левонович
- Мнацаканян Бавакан Гагіківна
- Могилевець Юрій Климентійович
- Мойсєєв Микола Андрійович
- Мойсєєв Михайло Олексійович
- Мокану Олександр Олександрович
- Молдобаєв Алімбек Тологонович
- Молдобасанов Калий Молдобасанович
- Молланіязов Курбанмамед
- Молотков Микола Васильович
- Момотова Тамара Василівна
- Монго Михайло Інокентійович
- Мороз Дмитро Васильович
- Морозов Іван Сергійович
- Москаленко Галина Семенівна
- Москалик Марія Миколаївна
- Мостовий Павло Іванович
- Мотека Казімірас Владиславович
- Моторний Дмитро Костянтинович
- Мошняга Тимофій Васильович
- Музафаров Сабір Бакір огли
- Мукішев Володимир Жалелович
- Мунтян Михайло Іванович
- Муравко Михайло Михайлович
- Мурадян Вардануш Арамівна
- Мурадян Норік Григорович
- Мурашов Аркадій Миколайович
- Мурашов Володимир Костянтинович
- Мусаєва Гюльханум Ейюб кизи
- Муталібов Аяз Ніязі огли
- Мухабатова Соніябібі Хушвахтівна
- Мухамеджанов Бектас Гафурович
- Мухаметзянов Аклім Касімович
- Мухаметзянов Мухарам Тімергалійович
- Мухаммад-Юсуф Мухаммад-Содік
- Мухаммеджумаєва Огулбіке Арнамухаммедівна
- Мухідінов Хайрулло Іргашевич
- Мухтаров Ахмеджан Гулямович
- Мухтаров Лятіф Ісмаїл огли
- Мхітарян Рафік Єрвандович
- М’якота Олексій Сергійович

## Н
- Набієва Юлдуз
- Наврузов Шерхонбек
- Нагієв Рамазан Шами огли
- Надєлюєв Володимир Іванович
- Назарбаєв Нурсултан Абішович
- Назаренко Арнольд Пилипович
- Назаров Іван Олександрович
- Назаров Талбак
- Назарян Спартіон Єгойович
- Найдьонов Микола Андрійович
- Намазова Аделя Аваз кизи
- Напалков Микола Павлович
- Нарматов Бегали Изайович
- Насєнник Віталій Миколайович
- Насонов Олександр Пилипович
- Наумов Микола Петрович
- Наумов Сергій Якович
- Неволін Сергій Інокентійович
- Негматуллаєв Сабіт Хабібуллайович
- Недужко Михайло Іванович
- Неєлов Юрій Васильович
- Нейланд Микола Васильович
- Нестеренко Євген Євгенович
- Нестеренко Сергій Михайлович
- Неумивакін Олександр Якович
- Нефф Еріка Матвіївна
- Нефьодов Олег Матвійович
- Нехаєвський Аркадій Петрович
- Нечаєв Костянтин Володимирович
- Нечьотна Надія Петрівна
- Нємкова Любов Георгіївна
- Нємцев Євген Іванович
- Нирков Анатолій Іванович
- Нівалов Микола Миколайович
- Ніканоров Ігор Олексійович
- Нікітін Владилен Валентинович
- Нікітін Рудольф Іванович
- Нікішин Микола Петрович
- Ніколаєв Василь Васильович
- Ніколаєв Олександр Олександрович
- Ніколаєнко Анатолій Федорович
- Ніколайчук Вадим Федорович
- Нікольський Борис Васильович
- Нікольський Борис Миколайович
- Нікольський Олександр Олександрович
- Ніконов Віктор Петрович
- Ніконов Олександр Олександрович
- Німбуєв Цирен
- Ніннас Тойво Адольфович
- Нішанов Рафік Нішанович
- Ніязов Джумамрат Ягмурович
- Ніязов Сапармурад Атаєвич
- Новиков Володимир Михайлович
- Новиков Григорій Федорович
- Новиков Євген Федорович
- Новиков Ігор Георгійович
- Новожилов Генрих Васильович
- Новотний Станіслав Йосипович
- Ноздря Віктор Олексійович
- Норихін Володимир Олександрович
- Нороян Ашот Гайкович
- Носов Вавіл Петрович
- Носов Костянтин Григорович
- Нугіс Юло Йоханнесович
- Нужний Володимир Павлович
- Нурм Хассо Ерікович
- Нюкша Костянтин Іванович

## О
- Оболенський Олександр Митрофанович
- Оборін Анатолій Васильович
- Оборок Костянтин Михайлович
- Образ Василь Сидорович
- Образцов Іван Пилипович
- Овезгельдиєв Оразгельди
- Овчинников Володимир Петрович
- Овчинников Олександр Іванович
- Овчинников Олександр Миколайович
- Оганесян Мяснік Ваганович
- Оганесян Рафік Геворкович
- Оганесян Самвел Відокович
- Оганесян Едгар Сергійович
- Огарок Валентин Іванович
- Оджиєв Різоалі Кадамшойович
- Озолас Ромуальдас Альфредович
- Озоліньш Леополд Алфредович
- Океєв Толомуш Окейович
- Олекас Юозас Юозо
- Олійник Борис Ілліч
- Омелічев Броніслав Олександрович
- Омеляненко Костянтин Сергійович
- Опланчук Володимир Якович
- Ополінський Володимир Олександрович
- Орагвелідзе Роман Тітович
- Оразбаєв Амангелді
- Оразбердиєв Абдирахман
- Оразлієв Меретгельди
- Оразмурадова Оразгуль Мухіївна
- Оразов Курбан Мурадович
- Орєхов Анатолій Павлович
- Оріпов Абдулла
- Орлик Марія Андріївна
- Орлов Володимир Михайлович
- Орлов Олександр Кіндратович
- Орозова Умтул Шейшеївна
- Орунбекова Бегаїм Маданбеківна
- Осипов Анатолій Костянтинович
- Осипов Володимир Васильович
- Осипов Прокіп Дмитрович
- Осип’ян Юрій Андрійович
- Острожинський Валентин Євгенович
- Остроухов Віктор Олексійович
- Оськін Анатолій Дмитрович
- Отарашвілі Гурам Захарійович
- Отсасон Рейн Аугустович
- Очиров Валерій Миколайович
- Очиров Василь Манджійович
- Оюн Вадим Орамбалович

## П
- Павлевич Іван Борисович
- Павленко Віктор Павлович
- Павленко Леонід Іванович
- Павличко Дмитро Васильович
- Павліашвілі Зоя Олексіївна
- Павлій Олександр Андрійович
- Павлов Анатолій Васильович
- Павлов Володимир Олександрович
- Павлов Олександр Сергійович
- Пайзієв Дуйсенбай
- Пайщиков В’ячеслав Васильович
- Палагнюк Борис Тимофійович
- Палджян Вазген Абрамович
- Паллаєв Гаїбназар
- Палтишев Микола Миколайович
- Паль Оскар Максимович
- Пальм Віктор Олексійович
- Пальчин Семен Якович
- Памфілова Елла Олександрівна
- Панасенко Тарас Іванович
- Панов Іван Митрофанович
- Панов Микола Миколайович
- Пантелеєв Микола Васильович
- Пантикін Віктор Павлович
- Панченко Емілія Андріївна
- Паплєвченков Іван Михайлович
- Парачев Валентин Петрович
- Парубок Омелян Никонович
- Парусніков Володимир Олексійович
- Пасторов Іван Іванович
- Патіашвілі Джумбер Ілліч
- Патон Борис Євгенович
- Патрахін Олександр Олександрович
- Паулс Раймонд Вольдемарович
- Пацалюк Михайло Прокопович
- Пацація Отарі Амбакович
- Паша-Заде Аллахшукюр Гуммат огли
- Пашали Михайло Костянтинович
- Пашян Стьопа Андранікович
- Пегарьков Микола Григорович
- Пенягін Олександр Миколайович
- Перелигіна Людмила Федорівна
- Першилін Костянтин Георгійович
- Першин Андрій Леонідович
- Петерс Яніс Янович
- Петкевич Зігмунт Станіславович
- Петкель Володимир Вікторович
- Петраков Микола Якович
- Петренко Анатолій Пилипович
- Петров Андрій Павлович
- Петров Никифор Миколайович
- Петров Олександр Петрович
- Петрова Людмила Миколаївна
- Петрова Раїсія Аркадіївна
- Петропавловський Валерій Сергійович
- Петрук-Попик Георгій Михайлович
- Петрукович Олексій Степанович
- Петрушенко Микола Семенович
- Пивоваров Микола Дмитрович
- Пилипець Іван Миколайович
- Пилін Борис Пилипович
- Пильников Станіслав Васильович
- Пиндик Галина Володимирівна
- Писанець Віктор Олексійович
- Писаренко Віктор Андрійович
- Пірназаров Розигельди
- Піров Махмарузі
- Пірцхалаїшвілі Зураб Георгійович
- Пірязєва Ніна Михайлівна
- Піскунович Георгій Петрович
- Пічужкін Михайло Сергійович
- Пламадяла Ганна Андріївна
- Платон Семен Іванович
- Платонов Володимир Петрович
- Платонов Юрій Павлович
- Плетенецкий Дмитро Юхимович
- Плеханов Олександр Миколайович
- Плотнієкс Андріс Адамович
- Плотников Андрій Леонідович
- Плютинський Володимир Антонович
- Погорєлов Володимир Григорович
- Погосян Генріх Андрійович
- Подберьозський Григорій Миколайович
- Подзирук Віктор Семенович
- Подобаєв Сергій Олександрович
- Подольський Євген Михайлович
- Подоляніна Олена Іванівна
- Пожарський Борис Іванович
- Покровський Борис Олександрович
- Покровський Валентин Іванович
- Полікарпов Микола Олександрович
- Полікарпов Микола Платонович
- Полозков Іван Кузьмич
- Полторанін Михайло Никифорович
- Полуектов Олександр Сергійович
- Полуектова Тамара Олександрівна
- Поляничко Віктор Петрович
- Полянська Поліна Олексіївна
- Поляченко Михайло Наумович
- Пометун Григорій Костянтинович
- Пономарьов Володимир Матвійович
- Пономарьов Олексій Пилипович
- Пономаренко Людмила Володимирівна
- Попадюк Степан Олексійович
- Попов Віктор Андрійович
- Попов Гаврило Харитонович
- Попов Микола Іванович
- Попов Пилип Васильович
- Попов Юрій Васильович
- Попова Надія Василівна
- Портнов Геннадій Олександрович
- Посібеєв Григорій Андрійович
- Постников Віктор Іванович
- Постников Станіслав Іванович
- Посторонко Іван Григорович
- Потапов Володимир Іванович
- Потапов Олександр Серафимович
- Похитайло Євген Дмитрович
- Похла Велло Паулович
- Походня Григорій Семенович
- Пошкус Болюс Ігнович
- Прібилова Надія Миколаївна
- Приймаченко Микола Іванович
- Примаков Євген Максимович
- Приходько Катерина Степанівна
- Приходько Зінаїда Семенівна
- Прищепа Петро Купріянович
- Прокопчук Борис Васильович
- Прокоп’єв Юрій Миколайович
- Прокушев Володимир Іванович
- Пронін Геннадій Вікторович
- Прудников Ігор Васильович
- Прунскене Казіміра Дануте Прано
- Прусак Михайло Михайлович
- Пуго Борис Карлович
- Пупкевич Тадеуш Карлович
- Пухова Зоя Павлівна
- Пфейфер Олександр Генрихович
- Пчолка Микола Федорович
- Пшеничников В’ячеслав Костянтинович
- П’янков Борис Євгенович
- П’янков Павло Павлович

## Р
- Раджабалієв Таджимурот
- Раджабов Рахмон Раджабович
- Разбивна Галина Анатоліївна
- Разуваєва Галина Петрівна
- Разумовський Василь Григорович
- Разумовський Георгій Петрович
- Райг Івар Хельмутович
- Раманускас Вітаутас Анупрович
- Распутін Валентин Григорович
- Растрогіна Ніна Олексіївна
- Ратнієк Едмунд Янович
- Рауд Ірина Паулівна
- Рахімов Азім
- Рахімов Муртаза Губайдуллович
- Рахімова Біходжал Фатхітдінівна
- Рахімова Даміля Сагиндиківна
- Рахімова Санобар Халімівна
- Рахмадієв Єркегалі
- Рахманкулова Тупа
- Рахманов Базор
- Рахманова Марина Миколаївна
- Рахматуллін Махмут Зубаїрович
- Ребане Карл Карлович
- Ревенко Григорій Іванович
- Ревнівцев Володимир Іванович
- Резник Олександр Іванович
- Рейш Бруно Еріхович
- Рекус Віктор Максимович
- Решетников Анатолій Васильович
- Решетникова Ганна Сафронівна
- Решетова Наталія Юріївна
- Рзаєв Анар Расул огли
- Рзаєв Фірудін Орудж огли
- Рибаков Володимир Іванович
- Рибянченко Лідія Іванівна
- Рижиков Михайло Борисович
- Рижков Микола Іванович
- Рижов Олексій Андрійович
- Рижов Юрій Олексійович
- Ринка Анатолій Андрійович
- Ричін Євген Сергійович
- Рідігер Олексій Михайлович
- Рогатін Борис Миколайович
- Рогожина Віра Олександрівна
- Родіонов Ігор Миколайович
- Розанов Євген Григорович
- Ромазан Іван Харитонович
- Ромазанов Кабдулла Закір’янович
- Романенко Віктор Дмитрович
- Романов Валентин Федорович
- Романов Василь Іванович
- Романов Григорій Миколайович
- Романов Юрій Васильович
- Ротар Світлана Анатоліївна
- Рубікс Альфред Петрович
- Ругін Роман Прокопович
- Ружицький Олександр Антонович
- Русанов Анатолій Іванович
- Русскіх Володимир Георгійович
- Руссу Георгій Сергійович
- Руссу Йон Миколайович
- Рустамова Зухра Карімівна
- Ручкін Олексій Степанович
- Рюйтель Арнольд Федорович
- Рюмін Валерій Вікторович
- Рябков Віталій Макарович
- Рябцов Борис Іванович
- Рябченко Сергій Михайлович
- Рязанова Галина Іванівна

## С
- Саар Вяйно Олександрович
- Сабіров Абдурахман Ганійович
- Сабірова Назіра
- Савицька Світлана Євгенівна
- Савицький Михайло Андрійович
- Савінова Євгенія Сидорівна
- Савіних Віктор Петрович
- Савісаар Едгар Ельмарович
- Савков Володимир Олександрович
- Савостіна Зінаїда Семенівна
- Савостюк Олег Михайлович
- Савченко Наталія Володимирівна
- Сагаандай Галина Сандаківна
- Сагалаєв Едуард Михайлович
- Сагдєєв Роальд Зіннурович
- Сагдієв Махтай Рамазанович
- Садигова Назакет Шаміль кизи
- Сазонов Микола Семенович
- Сазонова Зоя Володимирівна
- Саїдов Кахраман Мухамадійович
- Сайдалієв Саїдкул
- Сайдахмедов Ісакжан Мамаджанович
- Сайфітдінова Мастурахон
- Саканделідзе Іамзе Біналівна
- Салаєв Ельдар Юніс огли
- Салахян Герман Саркісович
- Салімов Алібала Ханахмед огли
- Саліхов Муродалі
- Салтиков Микола Павлович
- Салуквадзе Реваз Георгійович
- Саликов Какімбек Саликович
- Самаєв Петро Ліджійович
- Самарін Володимир Іванович
- Самедова Гонча Сабір кизи
- Самілик Микола Гнатович
- Самойлов Олександр Іванович
- Самойлов Іван Данилович
- Самоліченко Іван Іванович
- Самоплавський Валерій Іванович
- Самсонов Микола Олексійович
- Самсонов Олександр Сергійович
- Самсонов Юрій Григорович
- Сандуляк Леонтій Іванович
- Сандурський Богуслав Флоріонович
- Санчат Олександр Санданович
- Сапаров Хидир
- Сапєгін Олексій Андрійович
- Саприкін Олексій Вікторович
- Сараєв Сергій Борисович
- Саракаєв Арчіл Тотразович
- Саркісян Сос Арташесович
- Сарсенов Малік Абілбекович
- Сарсенов Умірзак
- Саричев Анатолій Іванович
- Сатибалдиєв Райимкул Алтибайович
- Сатін Борис Федорович
- Саунін Анатолій Миколайович
- Сафаров Бозоралі Соліхович
- Сафаров Ільхом
- Сафаров Юсуп Одінайович
- Сафарова Рамія Нізамеддін кизи
- Сафієва Гулрухсор
- Сафін Мініхалаф Мустафайович
- Сафіуллін Марс Гініятович
- Сафіуллін Рафгат Файзуллович
- Сафонов Анатолій Кирилович
- Сахаров Андрій Дмитрович
- Сбітнєв Анатолій Митрофанович
- Сватковський Володимир Васильович
- Свид Георгій Семенович
- Севрюков Володимир Васильович
- Селезньов Ігор Сергійович
- Селезньов Олександр Іванович
- Селезньов Станіслав Віталійович
- Селімов Нурназар
- Семеніхін Олександр Васильович
- Семенко Валентина Іванівна
- Семенов Віталій Олександрович
- Семенов Володимир Магомедович
- Семенов Володимир Михайлович
- Семенова Галина Володимирівна
- Семенова Галина Іларіонівна
- Семенова Ніна Михайлівна
- Сергієнко Валерій Іванович
- Сердюковська Галина Миколаївна
- Серьодкін Володимир Степанович
- Сєбенцов Андрій Євгенович
- Сєкачова Раїса Іванівна
- Сємуха Володимир Йосипович
- Сєткін Юрій Борисович
- Сефершаєв Фикрет
- Сидиков Усен Сидикович
- Сидор Іван Миколайович
- Сидорейко Василь Ларіонович
- Сидоренко Віктор Дмитрович
- Сидоров Василь Павлович
- Сидоров Олексій Анатолійович
- Сидорчук Тетяна Василівна
- Силантьєв Олександр Петрович
- Синельников Віктор Макарович
- Сиргій Панас Олексійович
- Сисоєв Валерій Сергійович
- Сисоєв Віктор Андрійович
- Ситников Олександр Прокопович
- Сичов Микола Якович
- Сичов Юрій Петрович
- Сімволоков В’ячеслав Володимирович
- Сімонов Михайло Петрович
- Сімонов Сергій Борисович
- Сімонян Валерік Ваганович
- Сімонян Карен Арамович
- Сірадзе Вікторія Мойсеївна
- Сірман Василь Володимирович
- Скакун Галина Федорівна
- Скаруліс Регімантас Йонович
- Скворцов Володимир Віталійович
- Скиба Іван Іванович
- Скоков Віктор Васильович
- Скоков Юрій Володимирович
- Скробук Іван Іванович
- Скудра Віктор Янович
- Скулме Джемма Отівна
- Слєпцов Сергій Юхимович
- Слюньков Микола Микитович
- Смаїлова Какен
- Смайліс Альфредас Юозович
- Смик Микола Михайлович
- Смирнов Володимир Сергійович
- Смирнов Дмитро Генріхович
- Смоліна Зоя Павлівна
- Смородін Іван Михайлович
- Снегур Мірча Іванович
- Соболєв Валеріан Маркович
- Соболєв Віталій Павлович
- Соболєв Володимир Васильович
- Собчак Анатолій Олександрович
- Созінов Олексій Олексійович
- Соколов Віктор Іванович
- Соколов Єфрем Овсійович
- Соколов Олександр Олександрович
- Соколов Олександр Олександрович
- Соколов Юрій Іванович
- Соколова Юлія Юріївна
- Солнцев Роман Харісович
- Соловйов Юрій Борисович
- Солодилов Юрій Іванович
- Солтанов Берекет
- Сопиєв Муратберди
- Сорокін Ігор Вікторович
- Сорокін Михайло Іванович
- Сорокін Олексій Андрійович
- Сорокін Олексій Іванович
- Сорочик Юрій Юрійович
- Сосковець Олег Миколайович
- Сотников Микола Іванович
- Спандерашвілі Тамаз Михайлович
- Спаський Ігор Дмитрович
- Спиридонов Михайло Васильович
- Спиридонов Юрій Олексійович
- Стадник Володимир Якович
- Стаквілявічюс Міндаугас Йозо
- Станкевич Сергій Борисович
- Станкович Євген Федорович
- Старовойтов Василь Костянтинович
- Старовойтова Галина Василівна
- Стародубцев Василь Олександрович
- Стародубцев Дмитро Олександрович
- Старостіна Тетяна Андріївна
- Статулявічюс Вітаутас Антано
- Стежко Станіслав Андрійович
- Стельмашонок Володимир Іванович
- Степаненко Олександр Васильович
- Степанов Володимир Миколайович
- Степанова Галина Самбуївна
- Степанова Галина Сергіївна
- Степнадзе Тельман Сергійович
- Стефаненко Іван Денисович
- Стипаков Євген Григорович
- Столбунов Валеріян Костянтинович
- Стоумова Галина Іванівна
- Страутінь Івар Фріцович
- Стрєлавін Сергій Васильович
- Стрєлков Олександр Йосипович
- Строєв Єгор Семенович
- Струков Микола Олексійович
- Студенікін Митрофан Якович
- Ступін Юрій Васильович
- Ступіна Катерина Давидівна
- Суббі Олев Йоханнесович
- Субботіна Ольга Григорівна
- Сулакшин Степан Степанович
- Сулейменов Олжас Омарович
- Султангазін Умірзак Махмутович
- Сумароков Ілля Олексійович
- Сунцов Сергій Дмитрович
- Супрунов Леонід Якович
- Сурков Михайло Семенович
- Сурманідзе Ціала Отарівна
- Сухарєв Олександр Якович
- Сухинін Володимир Юрійович
- Сухов Леонід Іванович
- Сухоруков Дмитро Семенович
- Сушко Борис Іванович

## Т
- Таабалдієв Есенкадир
- Табеєв Фікрят Ахмеджанович
- Табукашвілі Реваз Шалвович
- Тавхелідзе Альберт Никифорович
- Тагандурдиєв Байрамгельди
- Тажимуратова Аїсулиу
- Таланчук Петро Михайлович
- Талашин Ігор Степанович
- Тамберг Ейно Мартинович
- Тапанян Србуї Мкртичівна
- Таразевич Георгій Станіславович
- Таранов Іван Тихонович
- Тарасов Ігор Степанович
- Тарасов Олексій Павлович
- Тарнавський Георгій Степанович
- Татарчук Валентин Іванович
- Татарчук Микола Федорович
- Ташев Сабурбай Мавлянович
- Тедеєв Лев Ражденович
- Телезин Ганна Федорівна
- Телєгін Віктор Леонідович
- Темірбаєв Валерій Батайович
- Темногрудова Зінаїда Сергіївна
- Тен Радій Лаврентійович
- Терехова Ельвіра Іванівна
- Терешкова Валентина Володимирівна
- Тернюк Микола Емануїлович
- Тертишний Євген Олексійович
- Тетенов Валентин Панасович
- Тимашова Надія Іванівна
- Тимінський Григорій Олександрович
- Тимченко Володимир Михайлович
- Тимченко Михайло Андрійович
- Тинспоег Густав Аугустович
- Тиугу Енн Харальдович
- Тихоненков Ернст Петрович
- Тихонов Володимир Олександрович
- Тихонов Георгій Іванович
- Тихонович Іван Станіславович
- Тілеубаєва Кульзада Тлеубаївна
- Ткаленко Микола Іванович
- Ткаченко Станіслав Миколайович
- Ткачова Зоя Миколаївна
- Ткачук Василь Михайлович
- Ткемаладзе Григорій Абелович
- Тлостанов Володимир Каліметович
- Тозік Леонід Панасович
- Толпежніков Вілен Федорович
- Толстоухов Ігор Аркадійович
- Томкус Вітас Пятрович
- Тооме Індрек Хербертович
- Травкін Микола Ілліч
- Третяк Іван Мойсейович
- Трефілов Віктор Іванович
- Троїцький Андрій Якович
- Трофимов Валерій Іванович
- Трофимов Олексій Васильович
- Трофимов Юрій Миколайович
- Трохимець Михайло Анатолійович
- Трубілін Микола Тимофійович
- Трубін Андрій Дмитрович
- Трудолюбов Олександр Іванович
- Туболець Ірина Іванівна
- Тузов Володимир Миколайович
- Туметова Майша Молдакараївна
- Туполєв Олексій Андрійович
- Турабов Гасан Саттар огли
- Тураєва Мукар
- Турганбаєв Данебай Таженович
- Туренко В'ячеслав Степанович
- Турисов Каратай Турисович
- Тутеволь Ігор Миколайович
- Тутов Микола Дмитрович
- Тухтабаєв Абдумуталіб Турсінович
- Тхор Олексій Іванович
- Тюлебеков Касим Хажибайович
- Тюляндін Олексій Дмитрович
- Тюпа Сергій Вікторович
- Тюріна Тамара Василівна
- Тютрюмов Олександр Михайлович

## У
- Убайдуллаєва Рано Ахатівна
- Уваров Олександр Іванович
- Угаров Борис Сергійович
- Удалов Олександр Володимирович
- Уласевич Олена Генріхівна
- Ульянов Михайло Олександрович
- Умалатова Сажі Зайндінівна
- Умарходжаєв Мухтар Ішанходжайович
- Умеренков Олексій Михайлович
- Уока Казімерас Косто
- Урвант Вадим Миколайович
- Усенбеков Калійнур Усенбекович
- Усиліна Ніна Андріївна
- Усиченко Іван Гнатович
- Усманов Гумер Імагіович
- Усманов Рустамжон Казакевич
- Усян Самвел Вазгенович
- Уткін Володимир Федорович
- Ушаков Валерій Сидорович

## Ф
- Фазлетдінов Мукмін Галяітдінович
- Фалін Валентин Михайлович
- Фалін Михайло Іванович
- Фальк Петро Петрович
- Фаргієв Хамзат Ахмедович
- Фатуллаєв Мірбако
- Федірко Павло Стефанович
- Федорів Роман Миколайович
- Федоров Микола Васильович
- Федоров Олександр Павлович
- Федоров Святослав Миколайович
- Федотова Валентина Іванівна
- Федяшин Віктор Іванович
- Феськов Микола Степанович
- Філіппов Віктор Павлович
- Філіппова Валентина Гаврилівна
- Філонов Георгій Миколайович
- Фільшин Геннадій Інокентійович
- Фіногенов Володимир В’ячеславович
- Фірсов Анатолій Васильович
- Фісинін Володимир Іванович
- Фокін Вітольд Павлович
- Фоменко Володимир Леонідович
- Фоменко Галина Іванівна
- Фомін Володимир Іванович
- Фоміних Віктор Миколайович
- Фотєєв Володимир Костянтинович
- Фролов Іван Тимофійович
- Фролов Костянтин Васильович
- Фуженко Іван Васильович
- Ф’юк Ігнар Владиславович

## Х
- Хабібуллін Равмер Хасанович
- Хаджиєв Саламбек Наїбович
- Хадіпаш Юсуф Рамазанович
- Хадирке Йон Димитрович
- Хайоєв Ізатулло Хайоєвич
- Хакназаров Салмонжон
- Халілов Саліх Халілович
- Халілова Солмаз Муса кизи
- Халімов Іззатулло
- Халлік Клара Семенівна
- Ханджян Григор Сепухович
- Ханзадян Серо Миколайович
- Харитонов Віктор Федорович
- Харіф Семен Львович
- Харченко Григорій Петрович
- Харченко Костянтин Олександрович
- Харчук Борис Гнатович
- Хауг Арво Вольдемарович
- Хачатрян Вілеша Хачатурович
- Хачиров Ісмаїл Азретович
- Хашимов Абдуллоджон
- Хворов Олексій Іванович
- Хитрон Павло Абрамович
- Хитрун Леонід Іванович
- Хлєбцов Костянтин Олександрович
- Хлопоніна Ірина Валентинівна
- Хмель Валентина Петрівна
- Хмура Валерій Васильович
- Ходжаков Овлякулі
- Ходжамурадов Ганнамурад
- Ходирєв Геннадій Максимович
- Холамханова Назіфа Хакімівна
- Холбоєва Зухро Акрамівна
- Хоменюк Олексій Павлович
- Хомяков Олександр Іванович
- Хомяков Олександр Олександрович
- Хорольська Ніна Іванівна
- Хохлов Олександр Федорович
- Хрєнников Тихон Миколайович
- Хрипунов Микола Федорович
- Хубаєв Василь Олександрович
- Хубієв Хаджибек Нанакович
- Хугаєва Діана Варламівна
- Худайбергенова Рімаджан Матназарівна
- Худайоров Парда
- Худоназаров Давлатназар
- Худякова Реторія Михайлівна
- Хужамуратова Санобар Ісмаїлівна
- Хурція Марина Вахтангівна
- Хусанбаєв Муталлім Абдумумінович
- Хусанов Абдужаббар Улмасович

## Ц
- Цавро Юрій Станіславович
- Цалко Олександр Валер’янович
- Царевський Олександр Леонідович
- Царенко Олександр Михайлович
- Церетелі Зураб Костянтинович
- Цибух Валерій Іванович
- Циганов Віктор Іванович
- Цигельников Олександр Сергійович
- Цикало Ростислав Іванович
- Цинцадзе Сулхан Федорович
- Ципляєв Сергій Олексійович
- Циренов Жаргал Циденжапович
- Цируліс Андрій Янович
- Циу Микола Антонович
- Цо Василь Іванович
- Цой Костянтин Миколайович
- Цюрюпа Віктор Олександрович

## Ч
- Чабанов Алім Іванович
- Чаєнков Володимир Панасович
- Чайка Калістрат Федорович
- Чаусова Олена Володимирівна
- Чебану Давид Парфенович
- Чеботар Валерій Павлович
- Чебриков Віктор Михайлович
- Чеков Микола Васильович
- Чекуоліс Альгімантас Юргіс Юргіо
- Челишев Віталій Олексійович
- Чемоданов Юрій Мартинович
- Ченцов Микола Іванович
- Чепаніс Альфред Казімірович
- Чепелєв Микола Михайлович
- Чепурна Маргарита Олександрівна
- Червонописький Сергій Васильович
- Чередниченко Федір Григорович
- Черепович Володимир Анатолійович
- Черкасова Антоніна Федорівна
- Черкезія Отар Євтихійович
- Чернавін Володимир Миколайович
- Черненко Володимир Тимофійович
- Черниченко Юрій Дмитрович
- Черних Галина Олександрівна
- Черних Олександр Григорович
- Чернишов Олег Вікторович
- Чернишова Любов Петрівна
- Черняєв Анатолій Сергійович
- Черняєв Микола Федорович
- Черняк Володимир Кирилович
- Четберова Марзіят Гасан кизи
- Чехоєв Анатолій Георгійович
- Чигварія Джемал Костянтинович
- Чигогідзе Гурам Єгорович
- Чижов Анатолій Олексійович
- Чиладзе Отар Іванович
- Чилая Олена Георгіївна
- Чилебаєв Токтогул Бекболотович
- Чимпой Михайло Ілліч
- Читія Анзор Антонович
- Чичик Юрій Михайлович
- Чобану (Чебан) Іван Костянтинович
- Чолокян Карзуї Саркісівна
- Чурсіна Павліна Михайлівна
- Чухрайов Олександр Михайлович
- Чхеїдзе Зураб Амвросійович
- Чхеїдзе Темур Нодарович
- Чяпас Вітаутас Йонович

## Ш
- Шабалін Геннадій Георгійович
- Шабанов Віталій Михайлович
- Шабанов Тальгат Хатіп’янович
- Шагієв Хайдар Хзирович
- Шайдулін Мідхат Ідіятович
- Шаймієв Мінтімер Шаріпович
- Шакличева Джумагозель
- Шалаєв Степан Олексійович
- Шалиєв Атабалли Бапбайович
- Шаманадзе Шадіман Нодарійович
- Шамба Тарас Миронович
- Шаміладзе Вахтанг Мамійович
- Шамін Микола Васильович
- Шаміхін Альберт Михайлович
- Шамшев Ігор Борисович
- Шамирбеков Куттубек Іманкожойович
- Шаповаленко Владислав Олександрович
- Шапулін Микола Петрович
- Шапхаєв Сергій Герасимович
- Шараєв Леонід Гаврилович
- Шарий Григорій Іванович
- Шарін Леонід Васильович
- Шаріпов Юрій Камалович
- Шаріпова Фазолат
- Шаронов Андрій Володимирович
- Шаторний Станіслав Іванович
- Шатровенко Юрій Миколайович
- Шаханов Мухтар
- Шахназаров Георгій Хосроєвич
- Шашков Микола Володимирович
- Швець Олександр Михайлович
- Шевлюга Володимир Якович
- Шевченко Валентина Семенівна
- Шевченко Володимир Антонович
- Шевченко Володимир Іванович
- Шевченко Олександра Федорівна
- Шейко Анатолій Васильович
- Шейн Єлизавета Василівна
- Шелістов Микола Михайлович
- Шелухін Юрій Сергійович
- Шенгелая Ельдар Миколайович
- Шенін Олег Семенович
- Шералі Лоїк
- Шералієв Абдуразак
- Шергозієв Маматгазі
- Шетько Павло Вадимович
- Шеховцов Віктор Панасович
- Шибик Микола Олександрович
- Шинелєв Володимир Вікторович
- Шинкарук Володимир Іларіонович
- Шинкевич Іван Артемович
- Шинкуба Баграт Васильович
- Шипітько Геннадій Іванович
- Широкопояс Анатолій Данилович
- Ширшин Григорій Чоодуйович
- Шишов Віктор Олександрович
- Шишов Олексій Олексійович
- Шишов Євген Іларіонович
- Шканакін Володимир Геннадійович
- Школьник Леонід Борисович
- Шліфер Леонід Йосипович
- Шлічіте Зіта Леонівна
- Шлякота Волдемар Вікторович
- Шмаль Юрій Якович
- Шмельов Микола Петрович
- Шмоніна Тетяна Миколаївна
- Шмотьєв Валерій Іванович
- Шнюкас Домійонас Юргович
- Шопанаєв Кайирли Аменович
- Шорохов Віктор Миколайович
- Шоюбов Захід Гаміл огли
- Штепо Віктор Іванович
- Штойк Гаррі Гвідович
- Шубін Веніамін Ілліч
- Шубін Володимир Олександрович
- Шувалов Сергій Гаврилович
- Шукшин Анатолій Степанович
- Шульгін Іван Іванович
- Шульдешова Валентина Олексіївна
- Шуляк Василь Корнійович
- Шундєєв Іван Никандрович
- Шуст Ганна Андріївна
- Шустко Лев Сергійович
- Шушкевич Станіслав Станіславович

## Щ
- Щапов Юрій Степанович
- Щедрін Родіон Костянтинович
- Щекочихін Юрій Петрович
- Щелканов Олександр Олександрович
- Щелконогов Анатолій Панасович
- Щепановський Адам Михайлович
- Щербак Юрій Миколайович
- Щербаков Володимир Павлович
- Щербина Марія Омелянівна
- Щербицький Володимир Васильович

## Ю
- Юдін Володимир Дмитрович
- Юдов Олександр Євгенович
- Юзелюнас Юлюс Олександро
- Юлдашев Шавкат Мухітдінович
- Юлін Борис Єгорович
- Юняєв Петро Олексійович
- Юсупов Адамалі Кошокович
- Юсупов Еркін Юсупович
- Юсупов Магомед Юсупович

## Я
- Яблоков Олексій Володимирович
- Яблонко Микола Васильович
- Яворівський Володимир Олександрович
- Ягмиров Говшут
- Ягнишев Володимир Михайлович
- Ядгаров Дамір Саліхович
- Яздурдиєва Розбібі
- Якименко Анатолій Миколайович
- Яковлєв Альберт Михайлович
- Яковлєв Єгор Володимирович
- Яковлєв Макар Макарович
- Яковлєв Олександр Максимович
- Яковлєв Олександр Миколайович
- Якубов Адил
- Якубов Валерій Азізович
- Якубов Юсупджан Раїмджанович
- Якутіс Владислав Станіславович
- Якушин Іван Микитович
- Якушкін Віктор Володимирович
- Ялакас Пеетер Міхкелевич
- Янаєв Геннадій Іванович
- Янекс Юрій Олександрович
- Яненко Аркадій Петрович
- Яншин Олександр Леонідович
- Ярін Веніамін Олександрович
- Ярова Ольга Павлівна
- Яровий Володимир Іванович
- Ярошенко Віктор Миколайович
- Ястребов Олексій Захарович
- Ястребцов Сергій В’ячеславович
- Яшин Сергій Олександрович